# Zamek w Będzinie

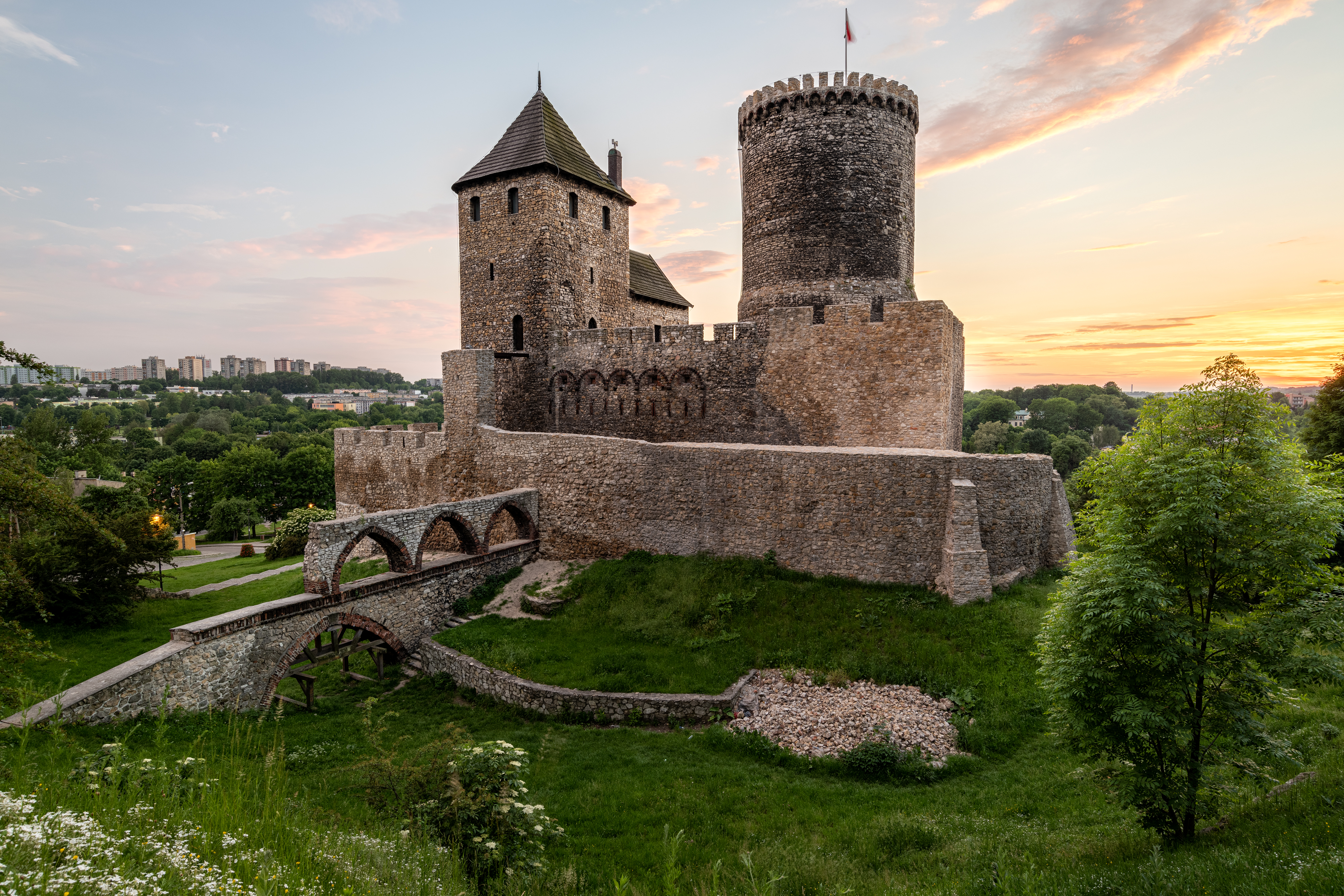
Panorama zamku

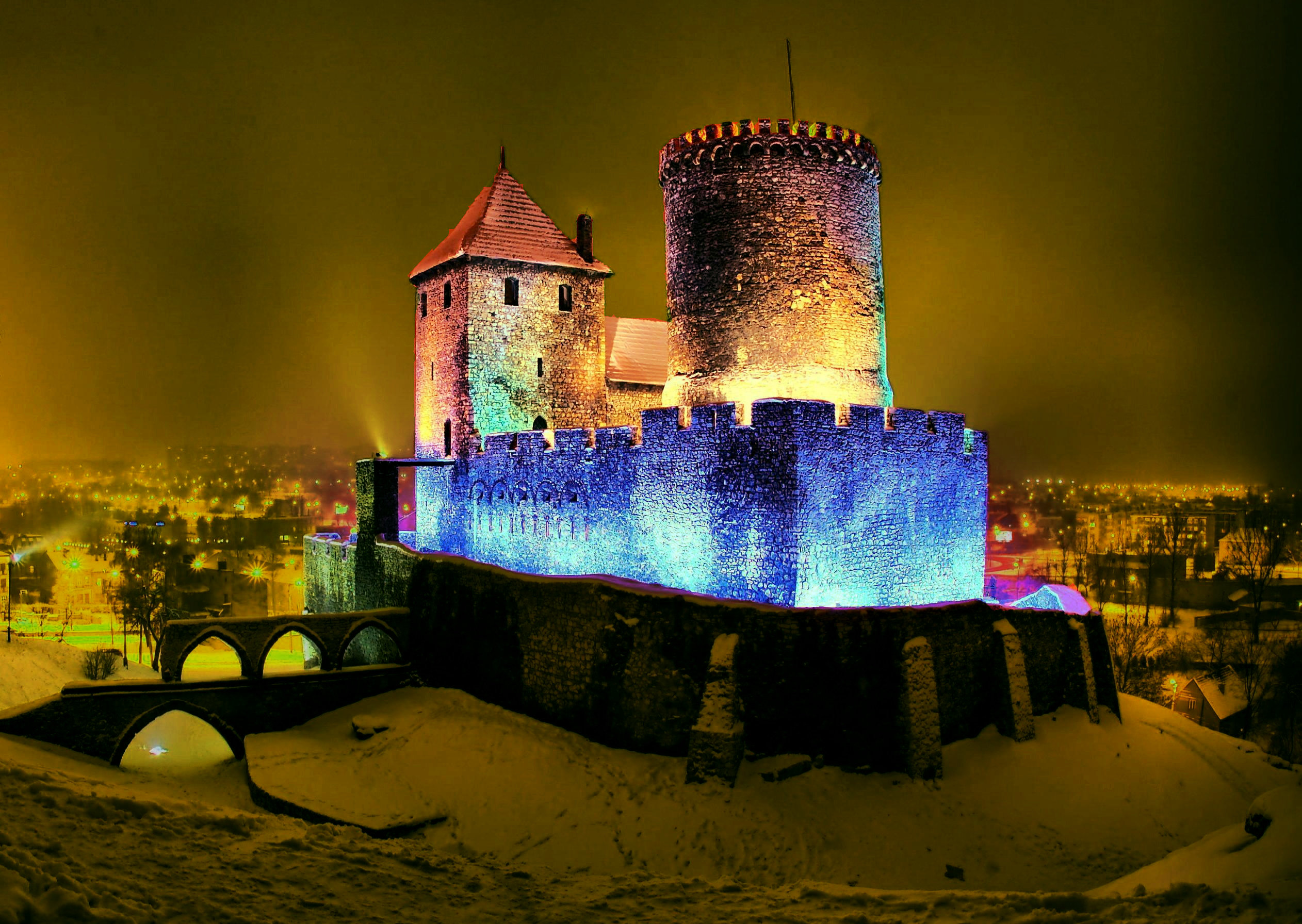
Iluminacja świetlna zamku

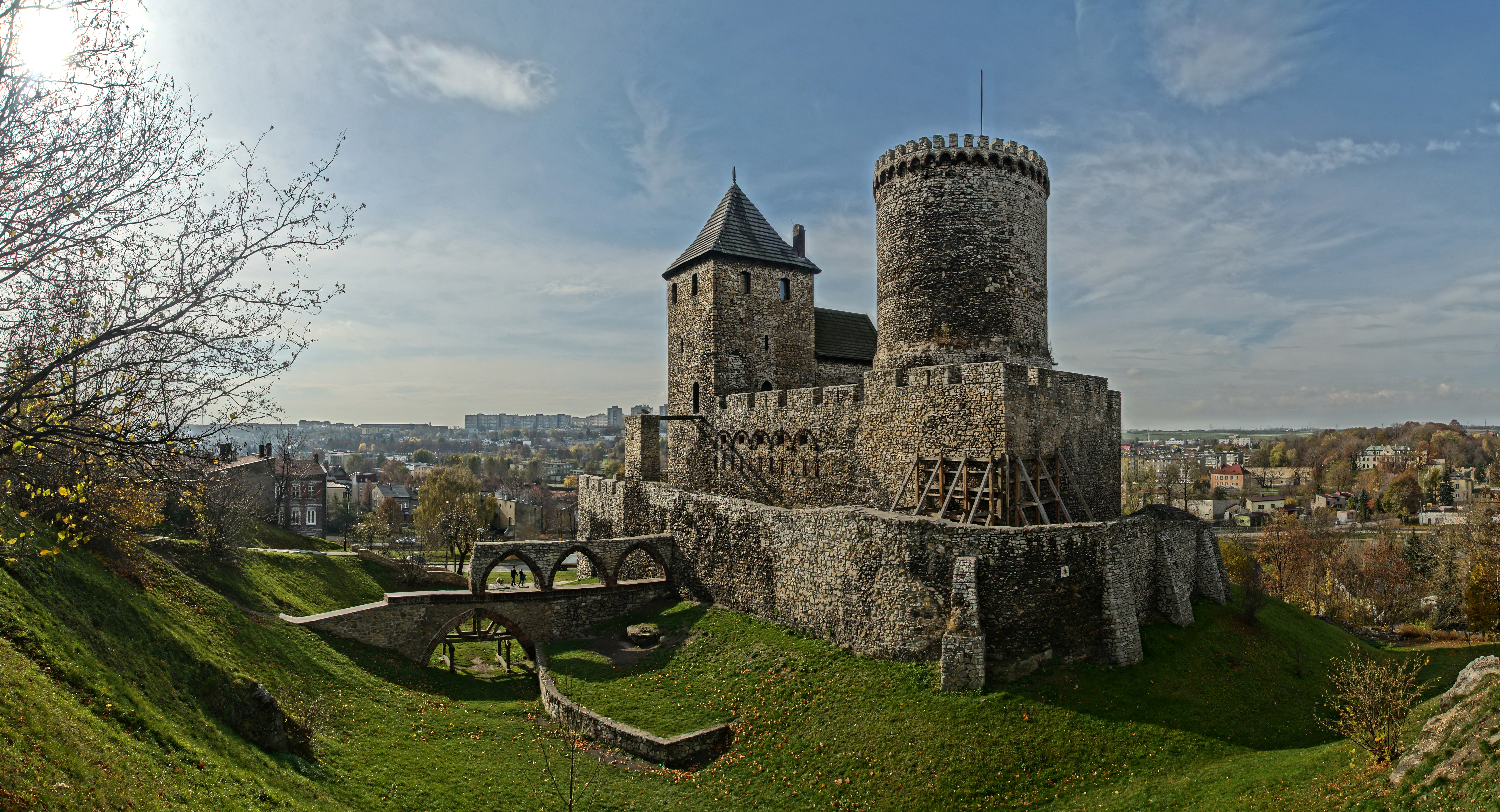
Zamek z widoczną fosą

Zamek Będziński – średniowieczna warownia obronna wzniesiona w połowie XIV wieku przez Kazimierza Wielkiego w Małopolsce, 4,5 km od granicy ze Śląskiem, na wzgórzu nad Czarną Przemszą; wielokrotnie niszczona, odbudowana w 1956.
Zamek królewski położony był w drugiej połowie XVI wieku w powiecie proszowskim województwa krakowskiego.
Udostępniony do zwiedzania.

## Historia
Historia fortyfikacji w Będzinie sięga IX wieku. Już wtedy na Górze Zamkowej wzniesiono gród, prawdopodobnie należący do plemienia Wiślan lub jego zachodniego odłamu. Gród był kilkakrotnie rozbudowywany: m.in. w miejsce pierwotnej palisady wzniesiono istniejący do dziś zewnętrzny wał podgrodzia, a wewnętrzny wał podgrodzia zniwelowano celem założenia cmentarza wczesnochrześcijańskiego (XII wiek). Osadnictwo podgrodowe rozwijało się na południowym stoku wzgórza (obecne podejście pod zamek i teren parafii Św. Trójcy). Wbrew rozpowszechnionym opiniom Tatarzy nie zdobyli grodu – ślady spalenizny odkryte w wale grodu w świetle najnowszych badań archeologicznych (m.in. metodą dendrochronologii) pochodzą z lat wcześniejszych.
W 2 połowie XIII wieku, prawdopodobnie za panowania Bolesława Wstydliwego, w obrębie grodu wzniesiono kamienny stołp – wieżę, istniejącą do dziś. W 1349 Kazimierz Wielki dobudował do niej zamek, który składał się początkowo z zamku górnego (ta część – po przebudowach – istnieje do dziś) otoczonego dwoma pierścieniami murów, oraz dolnego, z bramą wjazdową od strony północnej (do dziś zachowane dolne partie murów). W 1349 wymieniony jest pierwszy burgrabia będziński Wiernko (Vernco), co wskazuje jednoznacznie, że w tym czasie zamek musiał już stać. Także przywilej lokacyjny (1358) zawiera słowa, że miasto lokowane jest „pod zamkiem naszym”. Budowa zamku związana była ściśle z utratą Śląska i jego przejściem pod panowanie czeskie (1348) – granica między Koroną Polską, a Czeską przebiegała wówczas po linii Czarnej Przemszy, a więc u samego podnóża zamku  .
W 1458 tenutariuszem zamku był Stanisław z Pogórzyc, w latach 1462–70 Szczepan Pogórski z Pogórzyc, a w latach 1492–1499 Benedykt alias Bieniasz Pogórski. W 1502 król polski Aleksander Jagiellończyk zezwolił Stanisławowi Jarockiemu z Jaroszyna staroście sławkowskiemu wykupić zamek oraz miasto królewskie Będzin wraz z wsiami z rąk Bieniasza Pogórskiego. Według lustracji z 1564 zamek był częściowo opustoszały i popadał w ruinę  .
W sierpniu 1588 zamek stał się miejscem pertraktacji, prowadzonych przez pełnomocników cesarza Rudolfa II z Polską, o zwolnienie uwięzionego po bitwie pod Byczyną (24 stycznia 1588) Maksymiliana Habsburga, pretendenta do korony polskiej. W będzińskiej warowni stanęli więc – pełnomocnicy Polski: Jan Zamoyski – wielki kanclerz z 400 husarzami i 100 strzelcami, Andrzej Opaliński – marszałek wielki koronny, Hieronim Rozdrażewski – biskup kujawski, książę ostrógski, Jan Gostomski – wojewoda rawski oraz Krzysztof Zienowicz – wojewoda ruski; stronę przeciwną reprezentowali: książę Sobioneta Ursini Wilhelm von Rosenberg – delegat cesarski, Mikołaj Istvanfi – biskup Raab i Jetwansi von Kissenfalva, delegaci węgierscy: Krzyszot Lobkowitz i Jan Kurzbach, delegaci czescy: baron Ryszard Strein von Schwarzenau i Jan Kobentzel, delegaci austriaccy: baron Zygfryd Promnitz z Pszczyny, delegat śląski oraz przedstawiciel Stanisława Pawłowskiego – biskupa ołomunieckiego – Kasper Rogoyski. Pełnomocnikiem papieskim był kardynał Hipolit Aldobrandini (1536–1605), od 1592 papież Klemens VIII. Po dość długich pisemnych pertraktacjach wstępnych, delegacja cesarska przeniosła się do Bytomia, a delegat papieski zamieszkał w Olkuszu. W rezultacie obrad dzięki mediacji Aldobrandiniego na ratuszu Czeladzi 9 marca 1589 podpisano tzw. pakta będzińskie (układ bytomsko-będziński). Po załatwieniu wszelkich formalności Maksymiliana przewieziono 6 września 1589 do Będzina, skąd w towarzystwie biskupa Wawrzyńca Goślickiego, Mikołaja Zebrzydowskiego i pocztu husarii polskiej odesłany został na graniczny most na Brynicy pod Czeladzią.
W 1616 zamek wraz z częścią miasta spłonął. Warownię na własny koszt odbudował starosta będziński Andrzej Dębiński – podstoli krakowski. Jednak już w czasie tzw. potopu szwedzkiego w latach 1655–1656 zamek znów został spalony i częściowo zburzony przez wojska Hartfelda, Montecuculliego i Sporka. Gdy w 1660 lustratorzy królewscy zjechali do Będzina, rozkazali zamek odbudować co nastąpiło w 1665 .
19 lub 20 sierpnia 1683 według tradycji zamek gościł Jana III Sobieskiego z żoną Marysieńką oraz poselstwo cesarza Leopolda I Habsburga z generałem hr. Antonem Caraffą (zm. 1693) na czele. Sobieski właśnie zmierzał z odsieczą pod Wiedeń (do wydarzenia tego nawiązuje przechodzący pod zamkiem turystyczny Szlak Husarii Polskiej).
15 września 1696 na zamek przybył August II Mocny (1677–1733), a w 1797 r. Stanisław August Poniatowski.
Do końca XVI w. zamkiem zarządzali z ramienia króla burgrabiowie, zaś posiadłości ziemskie, należące do zamku (tzw. starostwo niegrodowe) już od poł. XV w. znajdowało się przeważnie dożywotnio w rękach prywatnych rycerskiego stanu (bez opłat dzierżawnych). Dopiero konstytucja z 1562 nakazała obdarowanym płacić do skarbu państwa tzw. kwartę (1/4 czystego dochodu). Na pocz. XVII w. sam zamek wchodził w skład starostwa niegrodowego i stał się siedzibą dożywotnich posiadaczy, tzw. starostów niegrodowych. Spośród nich znani są z okresu XV–XVIII w.: Piotr Szafraniec, Stefan z Pogórzyc, Prosper Prowana, Andrzej Samuel Dembiński, Krzysztof Gosławski i Jan Dębowski. Po zniesieniu starostw ustawą sejmu z 1775 dobra będzińskie otrzymał w 50-letnią dzierżawę na podstawie licytacji Stanisław Mieroszewski.

### Czasy rozbiorowe
Po drugim rozbiorze Polski zamek wraz z posiadłościami zarząd pruski podarował jednemu z Hohenzollernów na własność, który bezprawnie oddał go na mocy kontraktu z 19 lipca 1802 w wieczystą dzierżawę 96. mieszczanom będzińskim. Nadzór nad zamkiem i dobrami starościńskimi powierzono kuratorom: Janowi Machurowskiemu i Jakubowi Jędrzejkowi.
Inne źródła podają, że na mocy tego kontraktu zawartego we Wrocławiu między 87. mieszkańcami Będzina a Królewsko-Pruską Kamerą Wojenno-Ekonomiczną we Wrocławiu właścicielem zamku został Jan Gęborski, ostatni kurator b. dóbr starostwa będzińskiego. On to jako właściciel pięciomorgowego obszaru Góry Zamkowej rzucił myśl odbudowy zamku i murów. Własnym kosztem obsadził wzgórze drzewami, dając początek dzisiejszemu parkowi.
Przy kopaniu dołów pod drzewa natrafiano na groby, z których kilka furmanek kości ludzkich wywieziono na pobliski cmentarz. Odkryto także chodnik podziemny, prowadzący z zamku w stronę kościoła św. Tomasza. Jednak wikariusz ks. Podczaski zabezpieczając go przed poszukiwaczami skarbów, kazał otwór zamurować i zasypać gruzem.

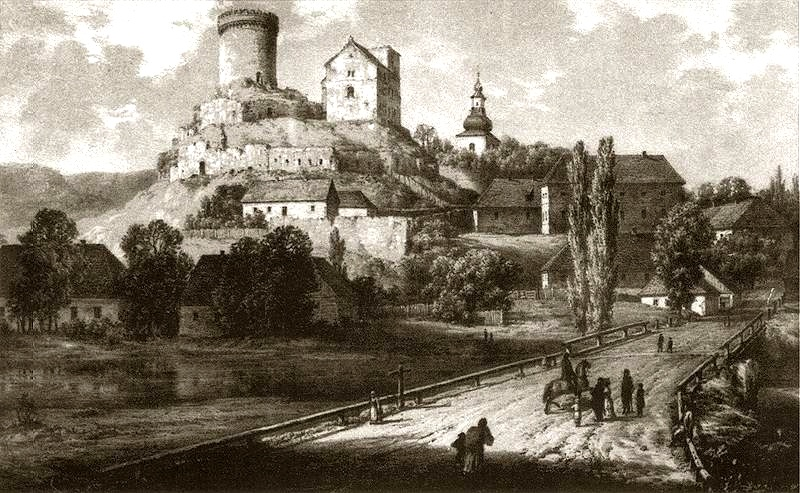
Zamek na litografii Napoleona Ordy

Mieroszewscy nie mieszkając na zamku, nie dbali o niego, więc popadał w ruinę, co potwierdza lustracja z 1789. Gdy w 1825 pod walącym się murem zamkowym zginął jeden z mieszkańców, komisarz obwodu olkuskiego, Lauzański wydał polecenie zburzenia zamku do fundamentów. Jednak 5 marca 1827 przyszedł rozkaz z Warszawy nakazujący przeprowadzić rejestrację wszystkich zabytków znajdujących się na terenie obwodu oraz zalecający ich ochronę. W myśl tego rozkazu burmistrz miasta Trzciński otrzymał zawiadomienie, że należy wstrzymać rozbiórkę zamku. Nawet burmistrz Siewierza, Kobyliński został wydelegowany do Będzina w celu dopilnowania zarządzenia.
W 1833 przybył do Będzina w celu podźwignięcia tutejszego górnictwa komisarz Banku Polskiego, a także miłośnik pamiątek narodowych, hr. Edward Raczyński. Gdy ujrzał romantyczne zwaliska zamku postanowił go odbudować. Już w 1834 r. zamek wrócił do świetności według projektu architekta i budowniczego włoskiego Franciszka Marii Lanciego, mieszkającego w Krakowie. Opracowując projekt odbudowy zamku wprowadził do surowej, gotyckiej bryły elementy romantycznej architektury pseudogotyckiej. Wycięto w średniowiecznych murach ślepe strzelnice, założono ślepe machikuły, zmniejszono grubość murów wieży czworobocznej w celu uzyskania większych powierzchni, wprowadzono duże, obramowane opaskami ceglanymi okna; wybitnie też obniżono wieżę cylindryczną. Zamek miał zostać siedzibą szkoły górniczej, lecz koncepcja ta szybko upadła. Zarząd Górniczy przeznaczył zamek na salę modlitw dla sprowadzonych w 1838 do Dąbrowy z Saksonii kilkudziesięciu górników. Nabożeństwa odprawiał pastor przeniesiony z Tarnowskich Gór. W 1840 r. w zamku urządzono kaplicę ewangelicką, w której odprawiono pierwsze nabożeństwo ewangelickie na terenie Zagłębia Dąbrowskiego. Działała do ok. 1843 r.
Następnie po drobnych przeróbkach zamek służył też jako szpital. Nie nadając się do tego celu już w 1849 znów popadł w ruinę.

### XX lecie międzywojenne

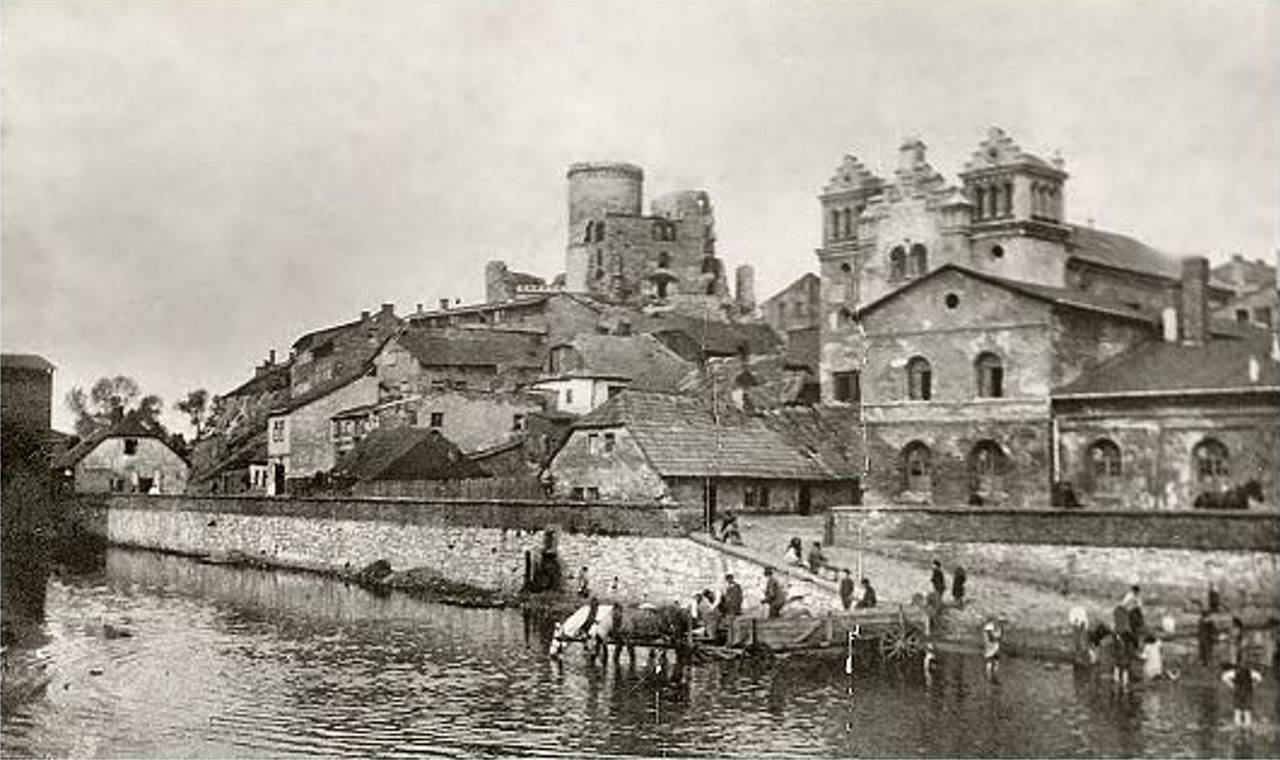
Widok na zamek w Będzinie i synagogę na pocz. XX w.

W 1919 z inicjatywy Stefana Warchoła – inżyniera powiatowego, Jana Gęborskiego – właściciela Góry Zamkowej, Benedykta Misiórskiego – farmaceuty i Romana Wyszatyckiego pisarza hipotecznego, powstało Towarzystwo Opieki nad Górą Zamkową. Statut Towarzystwa został ostatecznie zatwierdzony przez wojewodę kieleckiego 18 listopada 1927. Gęborski odstąpił Towarzystwu park i ruiny zamku, z nadzieją na jego odbudowanie. Towarzystwo przystąpiło do odbudowy w 1929 r., którego projekt i plan odbudowy sporządził prof. Adolf Szyszko-Bohusz (1883–1948). W czasie prac budowlanych odnaleziono wiele zabytkowych przedmiotów (ostrogi, miecze, mizerykordie, topory, toporek kamienny, klucze gotyckie, majolika, grosze Wacława II), które przechowywano w Magistracie. Marian Kantor-Mirski odnalazł u obywatela Peisera głaz z rysunkiem ryngrafu oraz datą 1588. Był to prawdopodobnie kamień pamiątkowy uwieczniający podpisanie paktu będzińskiego. Kamień umieszczono w ogrodzie J. Gęborskiego .
Obecny wygląd zamek zawdzięcza przebudowie neogotyckiej z 1834 przeprowadzonym przez Franciszka Marię Lanciego oraz pracom rekonstrukcyjnym przeprowadzonym w latach 1952-56 według projektu inż. Zygmunta Gawlika. Pierwotnie wieża okrągła była znacznie wyższa niż obecnie i prawdopodobnie miała zwieńczenie ceglane. Budynek mieszkalny nie miał wyodrębnionej wieży kwadratowej – w obu swych częściach miał tę samą liczbę kondygnacji (kasztel). Zamek posiadał w średniowieczu także dodatkową część otoczoną murem z bramą, której jednak nie odtworzono .

## Architektura

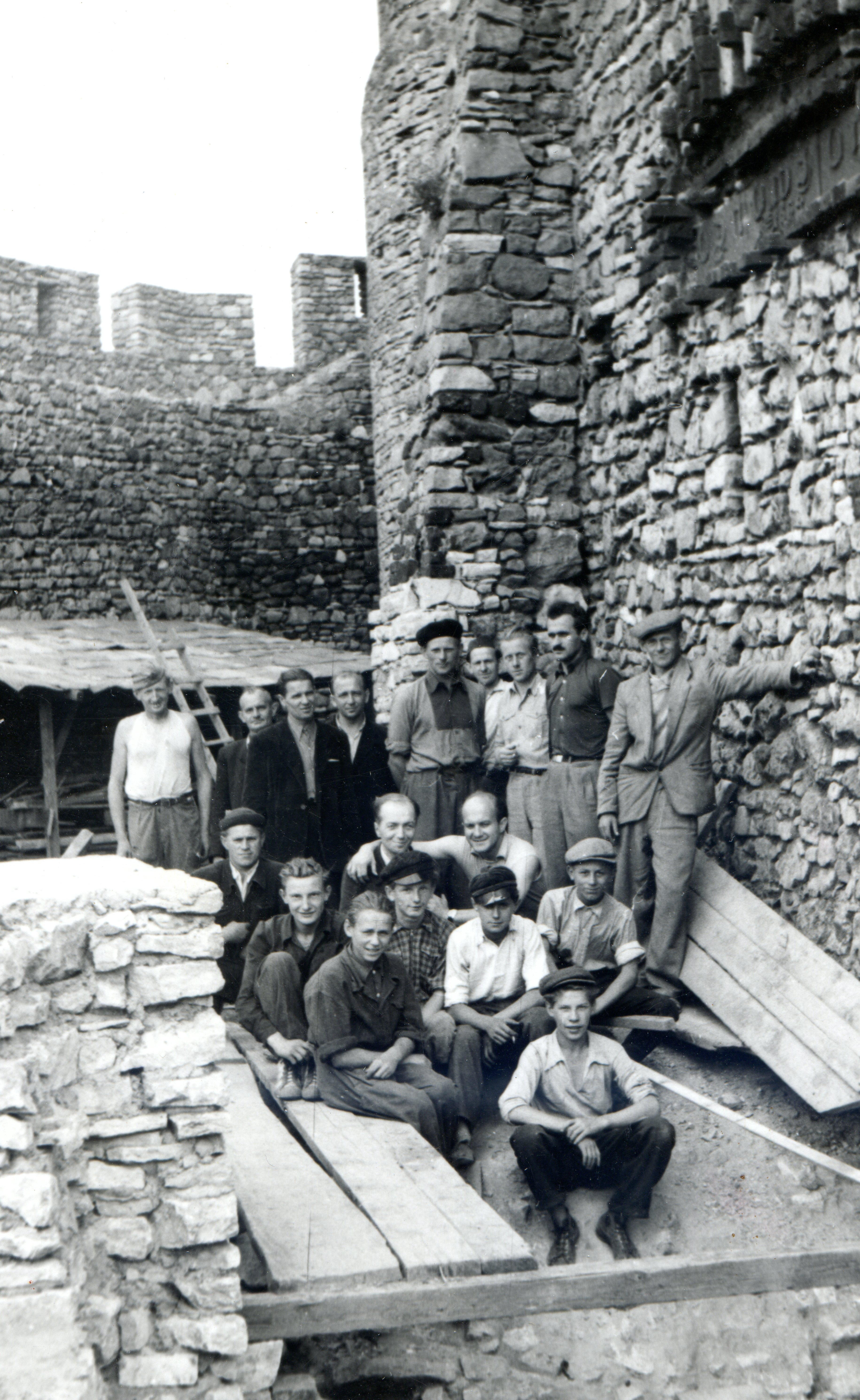
Ekipa odbudowująca zamek w Będzinie w 1953; drugi od prawej w szeregu stojących Roman Romański – wojewódzki konserwator zabytków w Katowicach w latach 1954–1961

Zamek założono na pozostałościach wczesnośredniowiecznego grodu istniejącego od XI do XIII w., na wzniesieniu na lewym brzegu Czarnej Przemszy. Początkowo założenie to stanowiła cylindryczna wieża o średnicy 10,7 m wzniesiona z miejscowego kamienia w północno-wschodniej części wzgórza zamkowego. Wejście do niej znajdowało się w trzeciej, z istniejących czterech kondygnacji. Kolejnym etapem rozbudowy zamku było wzniesienie pięciokondygnacyjnej wieży na planie zbliżonym do kwadratu o wymiarach 9 × 8,5 m, do której nieco później dobudowano budynek mieszkalny o czterech kondygnacjach, przez który prawdopodobnie prowadziło wejście do zamku. Inna koncepcja opierająca się na widoku przedstawiającym zamek na weducie Gerunga, stanowi że nie było wyodrębnionej widocznej dziś kwadratowej wieży, lecz że część zajmująca wieżę i budynek była tej samej wysokości i była przykryta jednym dachem (kasztel). Dziedziniec pierwotnie był położony o ok. 2 metry niżej niż obecnie.
Mury zamku w Będzinie wzniesiono techniką „opus emplectum”, która polega na murowaniu zewnętrznej i wewnętrznej części muru z ociosanych bloków kamiennych (czasem z cegieł) łączonych zaprawą wapienną i wypełnianiu przestrzeni między nimi kruszonym kamieniem zalanym także zaprawą wapienną (tzw. rumosz). Podstawowym elementem murowym stosowanym do wzniesienia zamku był dolomitowy kamień łamany.
Zamek górny otaczały dwa przedzielone bramami mury obwodowe, pomiędzy którymi wiodła droga prowadząca na dziedziniec. Istniejący dziś jedynie w formie resztek fundamentów zamek dolny znajdował się na zachód od zamku – posiadał dodatkowy mur obronny, czworoboczną basztę i bramę wychodzącą na północ.

## Muzeum Zagłębia
W lipcu 1956 r. w urządzono Muzeum Zagłębia, pierwszą placówkę muzealną na terenie Zagłębia (głównie zbiory broni i uzbrojenia z dawnych wieków). Do 1982 zamek był również siedzibą dyrekcji Muzeum. W 1969 r. udostępniono zwiedzającym okrągłą basztę, z której roztacza się panorama Zagłębia. W 1974 r. w piwnicach zamkowych otwarto stylową kawiarenkę.

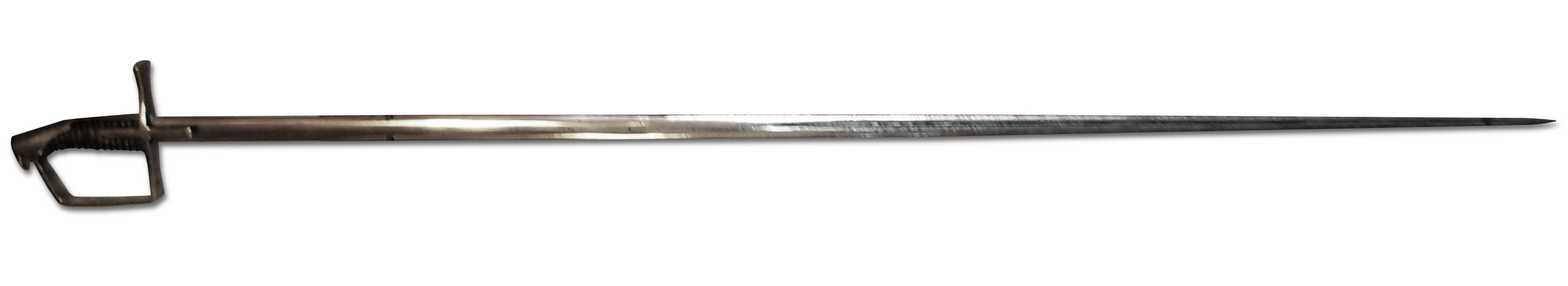
Koncerz husarski w Muzeum Zagłębia

## Filatelistyka
Poczta Polska wyemitowała 5 marca 1971 r. znaczek pocztowy przedstawiający będziński zamek o nominale 60 gr, w serii Zamki polskie. Druk w technice offsetowej na papierze kredowym. Autorem projektu znaczka był Tadeusz Michaluk. Znaczek pozostawał w obiegu do 31 grudnia 1994 r..